# Jutta Neumann (monteuse)
Pour les articles homonymes, voir Neumann.
Jutta Neumann est une monteuse allemande.

## Carrière
Jutta Neumann commence sa carrière dans les années 1960 comme assistante monteuse de Hermann Haller dans le montage de films tels que Le Vampire et le Sang des vierges (1967) et Présence des extraterrestres (de) (1970) de Harald Reinl.
Au début des années 1970, elle entreprend également ses premiers projets en tant que monteuse principale.

## Filmographie
- 1971 : Rira bien qui rira le dernier (de)
- 1971 : Hilfe, die Verwandten kommen (de)
- 1971 : Des vacances amoureuses au Tyrol
- 1972 : Versuchung im Sommerwind
- 1973 : Suce pas ton pouce ! (de)
- 1979 : Tatort: Die Kugel im Leib (de) (TV)
- 1980-1982 : Die seltsamen Methoden des Franz Josef Wanninger (de) (série télévisée, 15 épisodes)
- 1983 : Tatort: Miriam (de) (TV)
- 1987 : Stahlkammer Zürich (de) (série télévisée, 6 épisodes)
- 1993 : Shambhala (TV, documentaire)
- 1994 : Lutz & Hardy (de) (série télévisée)
- 1996 : Helden haben's schwer (TV)
- 1997 : Herz über Kopf (TV)
- 1999 : Terre d'espérance (TV)
- 1999 : Ein Mann für gewisse Sekunden (TV)